# 洲崎大神
洲崎大神（すさきおおかみ）は、神奈川県横浜市神奈川区の神社。

## 歴史
1191年（建久2年）に創建された。源頼朝が安房国安房郡（現・千葉県館山市）の安房国一宮安房神社より分霊を勧請したものである。当初は鎌倉幕府直轄の神社であった。
現在は埋め立てられたが、かつては社前まで海になっていた。そして神輿を海まで担ぎ、海を通じて安房神社の神霊に出会う「御浜下祭」を挙行していた
明治天皇の東京行幸の際、境内に内侍所奉安殿が設けられた。

## 交通アクセス
- 京急神奈川駅より徒歩4分。